# Martinskirche (Meimsheim)

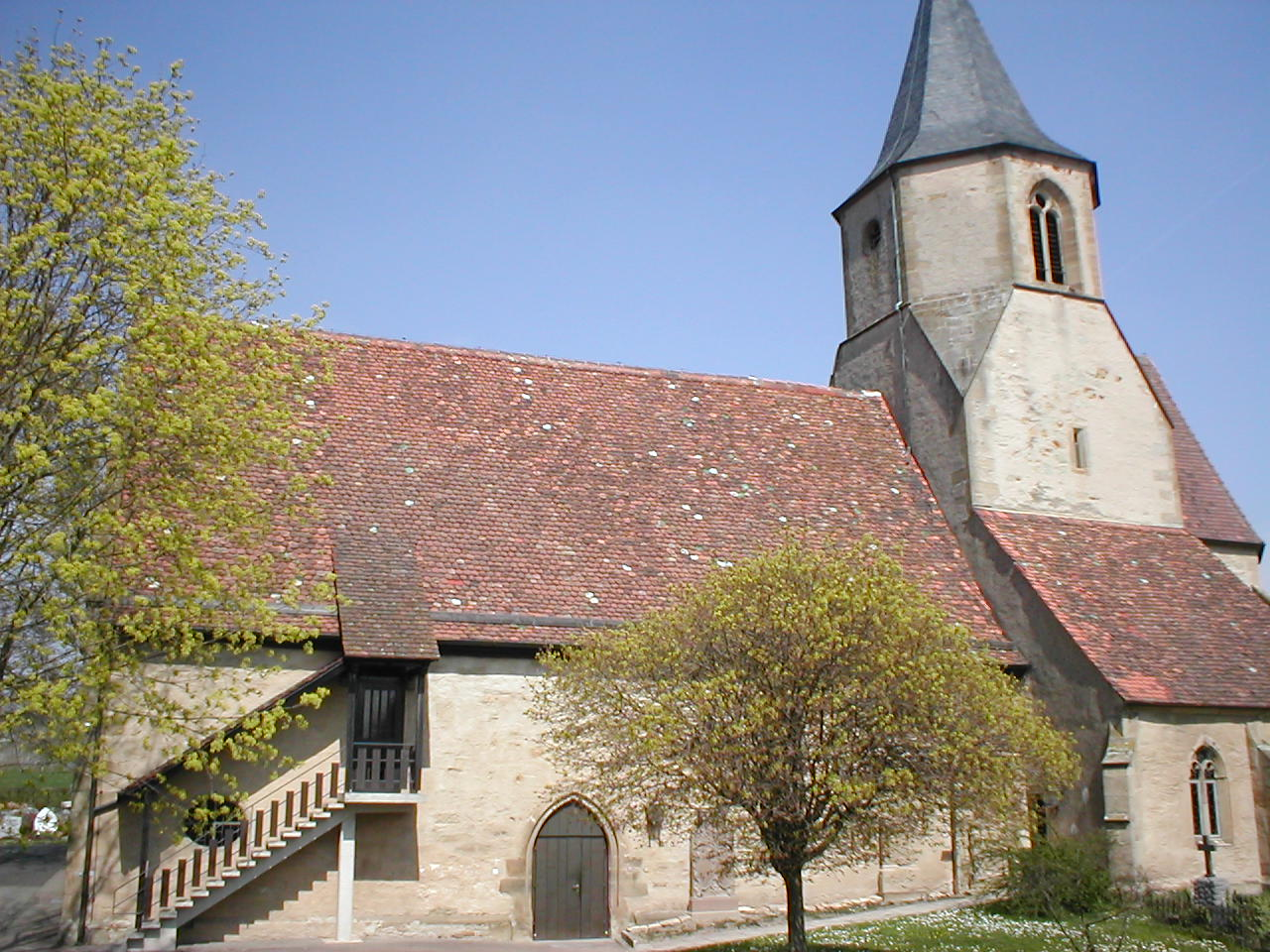
Martinskirche in Meimsheim

Die Martinskirche ist eine evangelische Kirche in Meimsheim, einem Stadtteil von Brackenheim im nördlichen Baden-Württemberg. Die auf den Fundamenten eines römischen Gutshofes errichtete Kirche gehört zu den ältesten Kirchenbauten im Landkreis Heilbronn.

## Geschichte
Die Martinskirche wurde vermutlich zur Zeit der fränkischen Landnahme im 7. oder 8. Jahrhundert auf den Überresten eines römischen Gutshofs nördlich der fränkischen Hofsiedlung, aus der sich der heutige Ort Meimsheim entwickelte, errichtet. Da sich die Kirche außerhalb der Siedlung befand, bezeichnete man sie lange Zeit als Feldkirche. Die Kirche ist Martin von Tours, dem Nationalheiligen der Franken, geweiht.
Erstmals erwähnt wurde die Kirche im späten 12. Jahrhundert, als der Tübinger Pfalzgraf Rudolf die Kirche im Zuge eines Gütertauschs an das Bistum Speyer gab und im Gegenzug Güter zur Gründung des Klosters Bebenhausen erhielt. Der Tausch wurde 1188 beurkundet und 1193 bestätigt. Die Kirche in Meimsheim gilt als Mutterkirche der umliegenden Kirchen, zu ihren Filialen zählten neben der Katharinenkapelle in Neipperg auch die Gemeinden in Hausen an der Zaber, Dürrenzimmern,  Botenheim und Cleebronn.
Das Patronatsrecht der Kirche lag bei Lehensleuten der Tübinger Pfalzgrafen, den Herter von Herteneck, die es 1323 an Graf Eberhard den Erlauchten von Württemberg schenkten. Die Kirche wurde bis 1555 von den württembergischen Herzögen reformiert.
Das vermutlich romanische erste Kirchenbauwerk wurde um 1460 durch einen spätgotischen Bau ersetzt. Von 1455 bis 1461 wurden der Chor, der Turm und die alte Sakristei bereits in ihrer heutigen Gestalt erbaut. Ein neues Kirchenschiff wurde möglicherweise erst 1477 vollendet, da die Haupttür auf dieses Jahr datiert. 1515 wurde eine neue Sakristei angebaut. Nachdem 1676 am Chor gearbeitet und ein neuer Glockenstuhl aufgerichtet wurde, erfolgte 1741 der Abriss und Neubau des Kirchenschiffs, womit die Kirche im Wesentlichen ihre heutige Form erhielt.

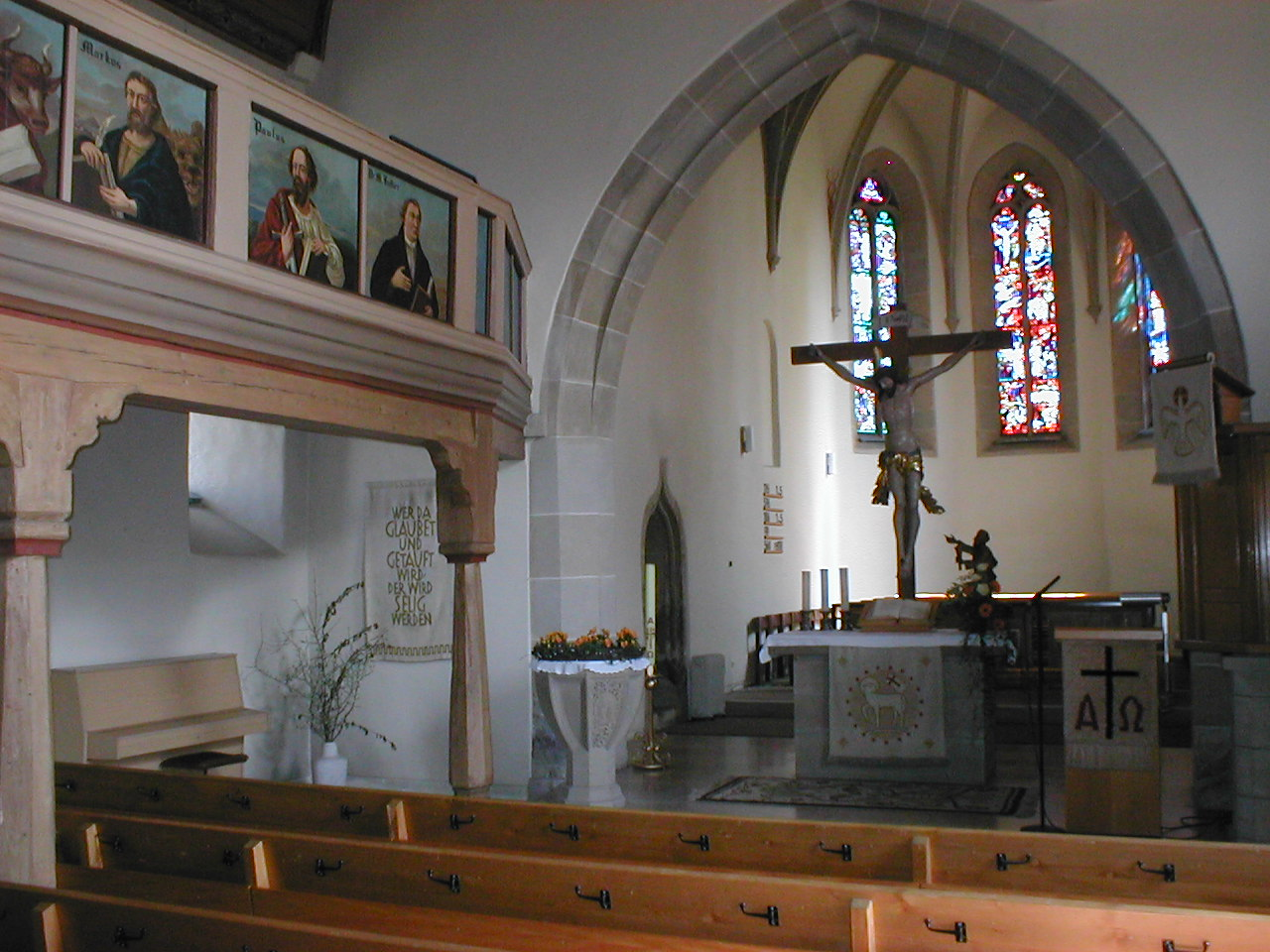
Blick zum Chor

Die Kirche wurde 1912, 1953, 1963/64 saniert. Bei der Sanierung von 1953 wurden eine Orgelempore, die sich vor dem Chor befunden hatte, entfernt und eine neue Orgel auf der Westempore aufgestellt. Bei einer neuerlichen Sanierung 1976 wurden das Gestühl sowie Sandstein- und Holzböden erneuert, eine elektrische Heizung eingebaut, die Emporen mit ihren historischen Bildtafeln restauriert, Natursteine freigelegt und wetterfeste Türen eingebaut. Eine abermalige Sanierung erfolgte nach einem Brandanschlag 1995, bei dem ein Holzpfeiler aus dem 18. Jahrhundert und zwei Sitzreihen beschädigt wurden.

## Beschreibung
Die Martinskirche liegt nördlich des Ortskerns von Meimsheim auf einer leichten Anhöhe am Platz eines vormaligen römischen Gutshofs. Die Kirche ist von einem Friedhof umgeben, der im südwestlichen Bereich zu einem Park umgestaltet wurde und nur noch nördlich der Kirche belegt wird. Südlich von der Kirche befanden sich die 500- bzw. 1000-jährigen Linden, vermutlich alte Gerichtslinden, die jedoch 1980 bzw. 1994 gefällt werden mussten. Vor 1557 befand sich direkt bei der Kirche auch das erste Pfarrhaus des Ortes.
Der Kirchturm hat eine Höhe von 33,50 Metern, sein Grundriss geht von einem Viereck über flach abgedachte Kanten in ein Achteck über. Das Turmdach hat die Form einer Pyramide und schließt mit Turmknopf und Turmkreuz ab. Im Sockelbereich des Turms befindet sich nach Osten ausgerichtet der Chor, der nach Osten hin fünf große Fenster und an der Decke ein Rippenkreuzgewölbe hat. Die Schlusssteine zeigen das Lamm Gottes sowie Knollenlaub. Das Kruzifix über dem Altar stammt aus der Zeit der späten Renaissance. Die Kanzel am Chorbogen wurde 1954 nach Entfernung der alten Orgelempore dorthin versetzt.
Die alte Sakristei ist im selben Zeitraum und Stil wie der Chor erbaut worden und war eventuell einst eine eigene Kapelle. Ein früher dort befindliches, sehr altes romanisches Kapitell wurde 1912 an das Altertumsmuseum in Stuttgart abgegeben. Die größere neue Sakristei von 1515 hat Netzgewölbe und zwei gotische Spitzbogenfenster sowie ein Fenster aus neuerer Zeit. Die neue Sakristei verdeckt jedoch auch das größte der fünf gotischen Fenster des Chores.

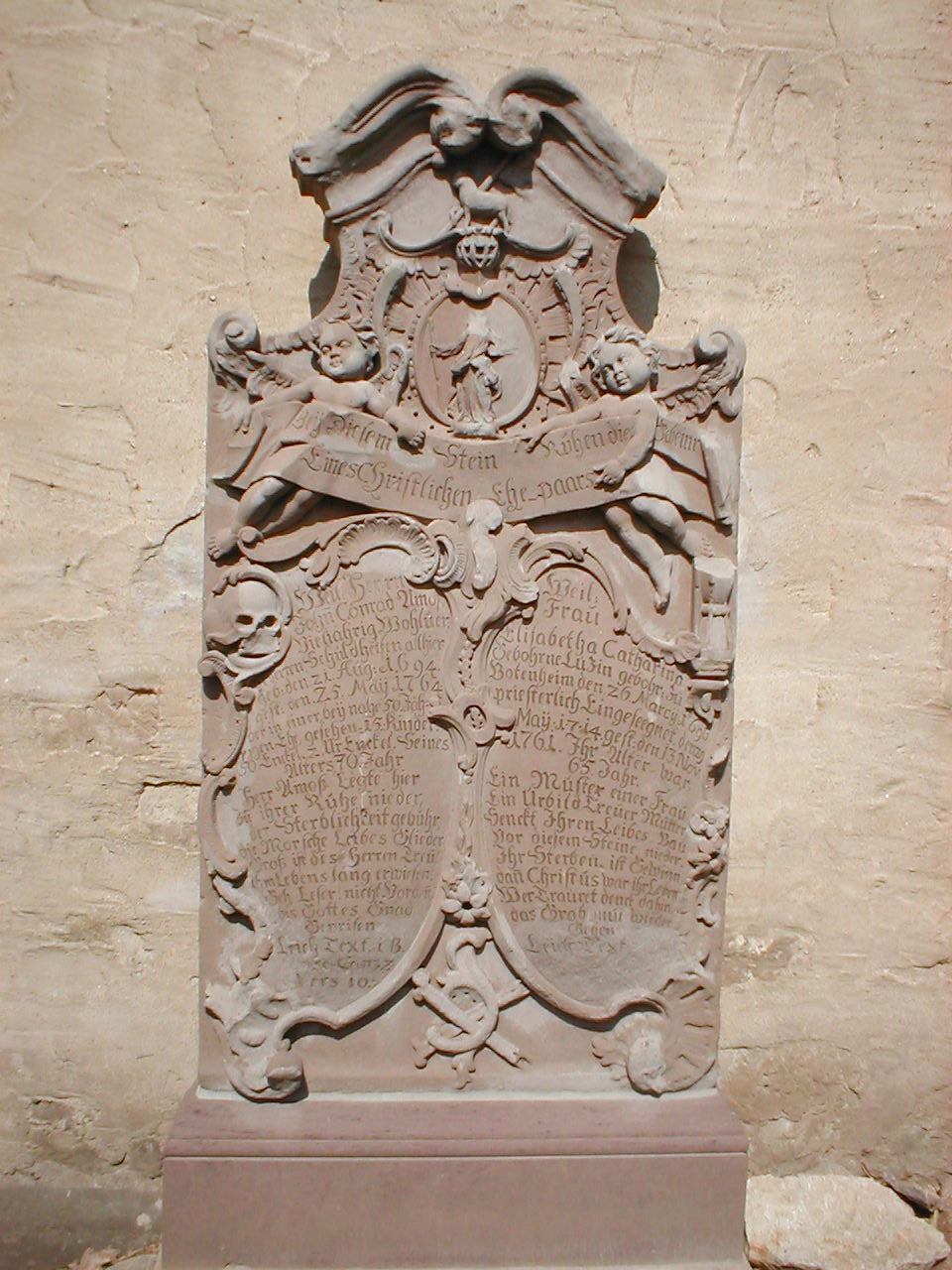
Amos-Epitaph an der Außenwand der Kirche

Westlich des Turms schließt das einfache Kirchenschiff an. Bedingt durch die unterschiedliche Einrichtung zu unterschiedlichen Epochen bot die Kirche zeitweise über 500 Sitzplätze, seit der Renovierung 1976 sind es 370. Im Westen und im Norden läuft eine Empore mit Tafelbildern aus dem 18. Jahrhundert um, auf der Westempore befindet sich die neuzeitliche Kirchenorgel. Das zweimanualige Instrument mit 15 Registern wurde 1955 von der Firma Walcker erbaut.
Rings um die Kirche befinden sich vier historische Grabmäler, davon drei Grabmäler der Familie Amos sowie das durch seine ausführliche Inschrift auffallende Grabmal Rahel der Gattin des Ortspfarrers Daniel Renz von 1753. Im Meimsheimer Pfarrgarten befindet sich außerdem noch ein sehr alter romanischer Taufstein, der 1912 durch den heutigen Taufstein der Martinskirche ersetzt worden war.

## Glocken
Im 1676 neu aufgerichteten Glockenstuhl des Turms hängen heute vier Bronzeglocken von 1919, 1949 und 1965. Historische Glocken lassen sich bis ins 18. Jahrhundert zurückverfolgen, die älteste bekannte Glocke der Kirche wurde 1772 bei Peter Becker in Stuttgart gegossen. Im Ersten und Zweiten Weltkrieg mussten jeweils zwei von damals drei Glocken abgegeben werden. Die älteste der heutigen Glocken stammt von 1919. Sie wurde in der Glockengießerei Bachert in Kochendorf gegossen, hat den Schlagton cis‘‘, einen Durchmesser von 69 cm und ein Gewicht von 196 kg. Zwei weitere Glocken von 1949 wurden ebenfalls bei Bachert, nun in Heilbronn, gegossen: die Christusglocke mit Schlagton fis‘, einem Durchmesser von 112 cm und einem Gewicht von 815 kg sowie eine weitere Glocke mit Schlagton ais‘, einem Durchmesser von 85,5 cm und einem Gewicht von 475 kg. Die vierte der heutigen Glocken, die Betglocke, wurde 1965 bei Bachert in Heilbronn gegossen und geht auf eine private Spende zurück. Sie hat den Schlagton dis‘, einen Durchmesser von 132,2 cm und ein Gewicht von 1347 kg.